# Ministri dell'alimentazione del Regno Unito
I ministri dell'alimentazione del Regno Unito si avvicendarono dal 1916 al 1921 (con la carica di ministro del controllo alimentare, Minister of Food Control) e dal 1939 al 1954 (con la carica di ministro dell'alimentazione, Minister of Food).
I rispettivi uffici di governo furono istituiti appositamente negli anni delle due Guerre Mondiali, separandoli dal ministero dell'agricoltura. Uno degli importanti compiti di entrambi i dicasteri era quello di vigilare il cosiddetto Rationing del Regno Unito: una serie di politiche che provvedevano a razionare il cibo in Gran Bretagna durante la prima e seconda guerra mondiale. 
Tra il 2018 ed il 2019 è stata presente la figura del sottosegretario di stato per l'alimentazione ed il benessere animale.

## Elenco

### Ministri per il controllo alimentare (1916-1921)
| Nome           | Nome               | In carica dal    | Fino al         | Partito   |
| -------------- | ------------------ | ---------------- | --------------- | --------- |
|                | Hudson Kearley     | 10 dicembre 1916 | 19 giugno 1917  | Liberale  |
| D. A. Thomas   | 19 giugno 1917     | 9 luglio 1918    |                 | Liberale  |
|                | John Robert Clynes | 9 luglio 1918    | 10 gennaio 1919 | Laburista |
| George Roberts | 10 gennaio 1919    | 19 marzo 1920    |                 | Laburista |
|                | Charles McCurdy    | 19 marzo 1920    | 31 marzo 1921   | Liberale  |

### Ministri dell'alimentazione (1939-1958)
| Nome          | Nome                   | In carica dal    | Fino al          | Partito                 | Note                                                                                    |
| ------------- | ---------------------- | ---------------- | ---------------- | ----------------------- | --------------------------------------------------------------------------------------- |
|               | William Morrison       | 4 settembre 1939 | 3 aprile 1940    | Conservatore            |                                                                                         |
|               | Frederick Marquis      | 3 aprile 1940    | 11 novembre 1943 | Indipendente            |                                                                                         |
|               | John Llewellin         | 11 novembre 1943 | 26 luglio 1945   | Conservatore            |                                                                                         |
|               | Ben Smith              | 26 luglio 1945   | 26 maggio 1946   | Laburista               |                                                                                         |
| John Strachey | 27 maggio 1946         | 28 febbraio 1950 |                  | Laburista               |                                                                                         |
| Maurice Webb  | 28 febbraio 1950       | 26 ottobre 1951  |                  | Laburista               |                                                                                         |
|               | Gwilym Lloyd George    | 31 ottobre 1951  | 18 ottobre 1954  | Liberale e Conservatore |                                                                                         |
|               | Derick Heathcoat-Amory | 18 ottobre 1954  | 6 gennaio 1958   | Conservatore            | Dal 1955 a capo sia del ministero dell'alimentazione che del ministero dell'agricoltura |

### Sottosegretario per l'alimentazione ed il benessere animale (2018-2019)
| Nome | Nome         | In carica dal    | Fino al        | Partito      |
| ---- | ------------ | ---------------- | -------------- | ------------ |
|      | David Rutley | 3 settembre 2018 | 27 luglio 2019 | Conservatore |